# Florian Guzek
 (septembre 2016).
Florian Guzek est un designer et auteur français.
Il est le cocréateur de la série en stop motion "Les Grabonautes" (Planet Grabo) diffusée en 2005 sur la chaîne de télévision France 2.
Il est aussi le cofondateur en 2006 de la société Moving Puppet.

## Biographie
Florian Jérôme Guzek est né le 31 décembre 1968 à Saint-Quentin dans l'Aisne.
En 1985, à l'École supérieure des arts appliqués et du textile à Roubaix, il obtient son Brevet de Technicien de Maquettiste en Publicité, option Intervalliste de dessin animé.
Il étudie ensuite l'illustration dans l'atelier de Claude Lapointe à l'École supérieure des arts décoratifs de Strasbourg. Il obtient son diplôme en 1992.
Il effectue son service nationale dans le civil au service du département de la photographie du Musée des Arts Décoratifs de Paris de 1992 à 1994.
Il commence sa carrière comme graphiste de jeu vidéo en 1995 pour la société Delphine Software et participe à la réalisation du jeu Fade to Black, la suite du jeu Flashback, ainsi qu'au jeu Moto Racer. En 1997, il se lance dans l'animation et il collabore avec de nombreux studios comme chef décorateur, storyboarder et layoutman sur les séries Chasseurs de dragons (Futurikon), Minuscule (Futurikon), Titeuf (France Animation), Marsupilami (Marathon animation), Monster Allergy, César et Capucines, Troll de Troy,…
En 2001, la société Amuse Films lui achète les droits de sa série Les Grabonautes tirée de son univers, développée et adaptée pour la télévision avec le scénariste Stéphane Melchior-Durand. La série sera diffusée en 2005 sur France2 dans l'émission KD2A.
En 2006, il s'associe avec Jérôme Brizé et Jérôme Clauss pour créer la société de production Moving Puppet. L'activité principale du studio est la création de programmes de marionnettes pour la télévision. En 2009, il s'associe avec Corentin Lecourt pour mettre au point le design des marionnettes de Gorg et Lala, série produite par Moving Puppet et diffusée sur Canal+ et Canal+ Family dans l'émission Ca Cartoon.
Il quitte Moving Puppet en 2011 pour retourner dans l'animation, mais il continue de collaborer avec le studio comme designer et scénariste sur les Minikeums (2017), Gribouille (2017), Mask Singer (TF1 - saison 1 et 2), et de nombreuses publicités nécessitant des marionnettes.
Depuis 2015 il se spécialise dans le design et dans le développement visuel des séries et des films d'animation. Il participe au design des nouveaux personnages du Film "Minuscule 2 : Les Mandibules du Bout du Monde", au design décor du film Non Non dans l'Espace (Autour de Minuit) et au développement de projets au sein d'UbiSoft Motion Picture.

## Filmographie

### Designer et Dessinateur d'animation
• 2015 : Minuscule 2 : Les Mandibules du bout du monde
• 2016 : Monchhichi(Technicolor Animation Productions)
• 2018 : Monchhichi, saison 2
• 2020 : Non Non dans l'espace (Autour de Minuit productions)
• 2020 : Rabbids on Mars (UbiSoft Motion Pictures)
• 2021 : Pyjamasques, saison 6

### Scénariste
• 2006 :  "Mission Noël", special TV, 52’ (aide à l’écriture CNC)
• 2005 : Minuscule saison 1 - épisode : Tomate cerise
• 2015 : Les Lapins Crétins saison 3 - 3 épisodes
• 2017 : Gribouilles saison 2 - 6 épisodes

### Auteur graphique et littéraire
• 1999 à 2000 : Co création de la bible littéraire des Grabonautes avec le Stéphane Melchior Durand.
• 2001 à 2003 : Création de la bible graphique des Grabonautes, série en stop motion. France 2

### Design pour la publicité
• 2008 : Daddy Sucre - design des marionnettes

## Distinctions

### Prix
• 1997 : Dé d'Or au concours international des créateurs de jeu de société de Boulogne Billancourt pour le jeu "Dent pour Dent" avec Laurent Escoffier.
• 1998 : Gobelet d'Or au concours international des créateurs de jeu de société de Boulogne Billancourt pour le jeu "Troïka" avec Laurent Escoffier.